# Institut chinois de l'énergie atomique
L'Institut chinois de l'énergie atomique (ICEA) (en anglais : China Institute of Atomic Energy (CIAE)) est le berceau de la recherche et du développement de l'industrie nucléaire chinoise. Il s'agit actuellement de la principale unité de recherche au sein de la Compagnie nucléaire nationale chinoise (CNNC).

## Domaines d'activité
L'Institut réalise des activités de recherche et de développement dans la physique nucléaire, le fonctionnement des réacteurs nucléaires, la technologie nucléaire, l'extraction du plutonium et la séparation isotopique et il est partie prenante dans les activités de recherche et développement des applications de la technologie nucléaire.

## Équipements
Le Centre de l'Institut a été établi en 1984 à Tuoli, à environ 35 km au sud de Pékin (Beijing). L'ICEA est également responsable de huit instituts et de plus de 50 bureaux de recherche.
L'Institut possède dix accélérateurs de particules, deux séparateurs électromagnétiques des isotopes et d'autres installations spécialisées. Il réalise des recherches avancées sur la bombe à hydrogène et sur la production d'hexafluorure d'uranium (UF6). L'ICEA a poursuivi dans ces domaines les travaux de l'Institut de physique de l'académie des Sciences de la Chine.
Avant la création de la nouvelle installation de Lanzhou, l'Institut détenait le laboratoire de diffusion gazeuse où la Chine a développé sa technique d'enrichissement de l'uranium.
Depuis 1995, avec la coopération des Russes, l'Institut étudie et construit le réacteur à neutrons rapides expérimental chinois. Il s'agit d'un réacteur rapide refroidi au sodium d'une puissance de 60 mégawatts thermiques, couplé à un alternateur pouvant délivrer 25 mégawatts électriques. En juillet 2011, ce réacteur est mis en service et relié au réseau électrique chinois.